# Daniel Hájek
Daniel Hájek (* 18. ledna 1989 Brno) je český reprezentant v orientačním běhu. Mezi jeho největší úspěch patří sedmé místo ze štafet na juniorském mistrovství světa 2009 v italském San Martinu. V současnosti běhá za český klub SK Žabovřesky Brno.

## Sportovní kariéra

### Umístění na MS a ME
| Přehled úspěchů na Mistrovství světa | Přehled úspěchů na Mistrovství světa | Přehled úspěchů na Mistrovství světa | Přehled úspěchů na Mistrovství světa | Přehled úspěchů na Mistrovství světa |
| Mistrovství světa                    | Sprint                               | Middle                               | Long                                 | Štafety                              |
| ------------------------------------ | ------------------------------------ | ------------------------------------ | ------------------------------------ | ------------------------------------ |
| Savojsko 2011                        | X                                    | X                                    | 40. místo                            | X                                    |

| Přehled úspěchů na Mistrovství světa juniorů | Přehled úspěchů na Mistrovství světa juniorů | Přehled úspěchů na Mistrovství světa juniorů | Přehled úspěchů na Mistrovství světa juniorů | Přehled úspěchů na Mistrovství světa juniorů |
| Mistrovství světa juniorů                    | Sprint                                       | Middle                                       | Long                                         | Štafety                                      |
| -------------------------------------------- | -------------------------------------------- | -------------------------------------------- | -------------------------------------------- | -------------------------------------------- |
| San Martino 2009                             | DSQ                                          | 10. místo                                    | 18. místo                                    | 7. místo                                     |

### Umístění na MČR
| Umístění na Mistrovství České republiky v orientačním běhu | Umístění na Mistrovství České republiky v orientačním běhu | Umístění na Mistrovství České republiky v orientačním běhu | Umístění na Mistrovství České republiky v orientačním běhu | Umístění na Mistrovství České republiky v orientačním běhu | Umístění na Mistrovství České republiky v orientačním běhu | Umístění na Mistrovství České republiky v orientačním běhu | Umístění na Mistrovství České republiky v orientačním běhu | Umístění na Mistrovství České republiky v orientačním běhu | Umístění na Mistrovství České republiky v orientačním běhu | Umístění na Mistrovství České republiky v orientačním běhu | Umístění na Mistrovství České republiky v orientačním běhu |
| Ročník                                                     | Kategorie                                                  | Klasická                                                   | Krátká                                                     | Sprint                                                     | Dlouhá                                                     | Noční                                                      | Ranking                                                    | Členství v klubu                                           | Štafety                                                    | Kluby                                                      | Sprint. štafety                                            |
| ---------------------------------------------------------- | ---------------------------------------------------------- | ---------------------------------------------------------- | ---------------------------------------------------------- | ---------------------------------------------------------- | ---------------------------------------------------------- | ---------------------------------------------------------- | ---------------------------------------------------------- | ---------------------------------------------------------- | ---------------------------------------------------------- | ---------------------------------------------------------- | ---------------------------------------------------------- |
| MČR 2003                                                   | H16 – mladší dorostenci                                    | 46. místo                                                  | 54. místo                                                  | 16. místo                                                  |                                                            |                                                            |                                                            | SK Žabovřesky Brno                                         |                                                            |                                                            |                                                            |
| MČR 2003                                                   | H18 – starší dorostenci                                    |                                                            |                                                            |                                                            |                                                            |                                                            |                                                            | SK Žabovřesky Brno                                         |                                                            | 19. místo                                                  |                                                            |
| MČR 2004                                                   | H16 – mladší dorostenci                                    | 9. místo                                                   | 17. místo                                                  | 11. místo                                                  |                                                            |                                                            | 645. místo                                                 | SK Žabovřesky Brno                                         |                                                            |                                                            |                                                            |
| MČR 2004                                                   | H18 – starší dorostenci                                    |                                                            |                                                            |                                                            |                                                            |                                                            |                                                            | SK Žabovřesky Brno                                         | 5. místo                                                   | 1. místo                                                   |                                                            |
| MČR 2005                                                   | H16 – mladší dorostenci                                    | 5. místo                                                   | 1. místo                                                   | 9. místo                                                   |                                                            | 6. místo                                                   |                                                            | SK Žabovřesky Brno                                         |                                                            |                                                            |                                                            |
| MČR 2005                                                   | H18 – starší dorostenci                                    |                                                            |                                                            |                                                            | 16. místo                                                  |                                                            |                                                            | SK Žabovřesky Brno                                         | 3. místo                                                   | 1. místo                                                   |                                                            |
| MČR 2006                                                   | H18 – starší dorostenci                                    | 14. místo                                                  | 7. místo                                                   | 8. místo                                                   |                                                            | 4. místo                                                   | 778. místo                                                 | SK Žabovřesky Brno                                         | 2. místo                                                   | 14. místo                                                  |                                                            |
| MČR 2007                                                   | H18 – starší dorostenci                                    | 2. místo                                                   | 4. místo                                                   | 4. místo                                                   | 2. místo                                                   | 2. místo                                                   | 928. místo                                                 | SK Žabovřesky Brno                                         | 1. místo                                                   | 3. místo                                                   |                                                            |
| MČR 2008                                                   | H20 – junioři                                              |                                                            | 9. místo                                                   | 11. místo                                                  | disk                                                       | 3. místo                                                   | 104. místo                                                 | SK Žabovřesky Brno                                         |                                                            |                                                            |                                                            |
| MČR 2009                                                   | H20 – junioři                                              | 4. místo                                                   | 1. místo                                                   | 6. místo                                                   | 1. místo                                                   |                                                            | 37. místo                                                  | SK Žabovřesky Brno                                         |                                                            |                                                            |                                                            |
| MČR 2009                                                   | H21 – muži                                                 |                                                            |                                                            |                                                            |                                                            |                                                            |                                                            | SK Žabovřesky Brno                                         | 13. místo                                                  | 11. místo                                                  |                                                            |
| MČR 2010                                                   | H21 – muži                                                 | 20. místo                                                  |                                                            | 13. místo                                                  | 3. místo                                                   | 2. místo                                                   | 12. místo                                                  | SK Žabovřesky Brno                                         | 9. místo                                                   | 4. místo                                                   |                                                            |
| MČR 2011                                                   | H21 – muži                                                 |                                                            | 4. místo                                                   | 14. místo                                                  |                                                            | 13. místo                                                  | 15. místo                                                  | SK Žabovřesky Brno                                         | 3. místo                                                   | 2. místo                                                   |                                                            |
| MČR 2012                                                   | H21 – muži                                                 | 16. místo                                                  |                                                            |                                                            |                                                            | 520. místo                                                 | SK Žabovřesky Brno                                         |                                                            |                                                            |                                                            |                                                            |
| MČR 2013                                                   | H21 – muži                                                 | 7. místo                                                   | 5. místo                                                   | 18. místo                                                  | 7. místo                                                   | 8. místo                                                   | SK Žabovřesky Brno                                         | 10. místo                                                  | 3. místo                                                   |                                                            |                                                            |
| MČR 2014                                                   | H21 – muži                                                 | 12. místo                                                  | 12. místo                                                  | 10. místo                                                  | 11. místo                                                  | 6. místo                                                   | SK Žabovřesky Brno                                         | 8. místo                                                   | 4. místo                                                   | 10. místo                                                  |                                                            |
| MČR 2015                                                   | H21 – muži                                                 | 5. místo                                                   | 8. místo                                                   | 4. místo                                                   |                                                            | 3. místo                                                   | SK Žabovřesky Brno                                         | 9. místo                                                   | 2. místo                                                   | 8. místo                                                   |                                                            |
| MČR 2016                                                   | H21 – muži                                                 | 6. místo                                                   | 4. místo                                                   | 4. místo                                                   | 3. místo                                                   | 3. místo                                                   | SK Žabovřesky Brno                                         | 1. místo                                                   | 1. místo                                                   | 2. místo                                                   |                                                            |
| MČR 2017                                                   | H21 – muži                                                 | 12. místo                                                  | 13. místo                                                  | 17. místo                                                  |                                                            | 8. místo                                                   | SK Žabovřesky Brno                                         | 5. místo                                                   | 2. místo                                                   | disk                                                       |                                                            |
| MČR 2018                                                   | H21 – muži                                                 | 8. místo                                                   | 2. místo                                                   | 2. místo                                                   | 3. místo                                                   | 2. místo                                                   | SK Žabovřesky Brno                                         | 1. místo                                                   | 2. místo                                                   | disk                                                       |                                                            |
| MČR 2019                                                   | H21 – muži                                                 | 8. místo                                                   | 8. místo                                                   | 10. místo                                                  |                                                            | 7. místo                                                   | SK Žabovřesky Brno                                         | 1. místo                                                   | 2. místo                                                   | 10. místo                                                  |                                                            |
| MČR 2020                                                   | H21 – muži                                                 |                                                            | 4. místo                                                   |                                                            |                                                            | 10. místo                                                  | SK Žabovřesky Brno                                         |                                                            |                                                            |                                                            |                                                            |